# گلنبرگ
گلنبرگ (به آلمانی: Gelenberg) یک شهر در آلمان است که در فولکانایفل واقع شده‌است. گلنبرگ ۱۰۱ نفر جمعیت دارد.